# Гільєрмо Абаскаль
Гільєрмо «Гій» Абаскаль Перес (ісп. Guillermo Abascal Pérez; (13 квітня 1989 , Севілья ) — іспанський футбольний тренер, колишній футболіст, який грав на позиції нападника. Головний тренер московського «Спартака».
Виступаючи за «Барселону» та «Севілью» закінчив свою професійну кар'єру футболіста в 19-річному віці. У 28-річному віці розпочав тренерську кар'єру в «К'яссо» у швейцарській Челлендж-лізі та очолив «Лугано» та «Базель» у швейцарській Суперлізі. Він також очолював «Асколі» в італійській Серії B, «Волос» у Суперлізі Греції та московський «Спартак» у російській Прем'єр-лізі.

## Життєпис
Почав займатися футболом в академії аматорського клубу «Геліополіс». У 2002 році брав участь у дитячому турнірі, де зіграв два матчі та забив сім м'ячів, після чого був запрошений скаутом до академії « Барселони» . У 2004 році програв конкуренцію і вирішив перейти в академію зі свого рідного міста — Севілью. Професійної кар'єри не мав, виступав у низці аматорських іспанських клубів до 2011 року . Закінчив із професійним футболом у 19-річному віці, бо йому важко ходити на тренування, він не бачив для себе мотивації. Однією з головних причин відходу з футболу стало нерозуміння, чого від нього хочуть домогтися тренери. Абаскаль припускав, що краще розумів гру, оскільки тренувався в Барселоні .
У 18-річному віці вступив до Університету імені Пабло де Олавіда в Севільї . Один рік навчався в португальському Університеті Алгарве, де захистив магістерську дисертацію на тему фізичної підготовки та реабілітації футболістів після травм . Крім футболу також займався карате та водними видами спорту — каякінгом та віндсерфінгом, а також ходив на тренерські курси . Ці захоплення з'явилися у нього під час навчання в університеті на фахівця з реабілітації після футбольних травм. Під час навчання в Португалії організував університетську команду з іспанців «Ерасмус», де виступав як тренер, що грає, і виграв один з університетських турнірів .
Крім рідної іспанської мови, Абаскаль також володіє португальською, французькою, англійською та італійською мовами . Дядько Гільєрмо — регбіст, виступав за збірну Іспанії .

## Тренерська кар'єра

### Ранні роки
У 2012 році після отримання диплому почав працювати в « Севільї». Спочатку працював із молодіжними командами, в яких обіймав посади тренера з фізичної підготовки, асистента та керівника відділу молоді . У липні 2014 року привернув увагу тренера основної команди — Унаї Емері, який запросив Абаскаля відеоаналітиком до свого штабу, в якому він працював до червня 2016 року . У липні 2016 року розпочав самостійну тренерську кар'єру, очоливши молодіжну команду «Севільї», з якою пропрацював до червня 2017 року . Через замалу заробітну плату в «Севільї», він разом із тренерами з академії « Бетіса» створив свою академію .

### «Кьяссо» та «Лугано»
12 червня 2017 року Абаскаль був призначений на посаду головного тренера швейцарського клубу « К'яссо», якому потім допоміг зберегти прописку у суперлігі країни . Але незабаром у нього погіршилися стосунки з керівництвом команди, яке він звинуватив у поганому фінансуванні . 4 квітня 2018 року після шести поразок в останніх восьми матчах Гільєрмо було звільнено . Через шість днів він був призначений в інший швейцарський клуб — « Лугано» з контрактом до кінця сезону 2017/2018 років . На момент приходу клуб займав дев'яте місце в таблиці і йому загрожував виліт, але Абаскаль вивів «Лугано» на восьму позицію з відставанням у три очки від місця, що давало можливість участі в Лізі Європи через кваліфікаційний раунд. У останньому турі команда зіграла внічию з « Базелем» 2:2, програючи 0:2, але після гри президент «Лугано» Анжело Рензетті не потис руку тренеру і відправив його у відставку .

### «Асколі», «Волос» та «Базель»
У сезоні 2018/2019 років обіймав посаду заступника технічного секретаря у « Кадісі» . Влітку 2019 року був призначений головою молодіжного департаменту італійського « Асколі», де паралельно очолював молодіжну команду . У сезоні 2019/2020 років привів команду до перемоги Прімавері 2 . 27 січня 2020 року Паоло Дзанетті був звільнений з посади головного тренера основної команди і Абаскаля призначили виконувачем обов'язків . Керував «Асколі» в одному матчі, в якому його клуб розгромив « Ліворно» (3:0) . Після призначення Роберто Стеллоне новим тренером повернувся до молодіжної команди. Але 16 квітня 2020 року, після того, як Стеллоне був звільнений після двох місяців роботи, Абаскаль став новим головним тренером першої команди . Після двох поразок у двох матчах, після відновлення сезону через COVID-19, 22 червня 2020 року достроково був звільнений зі своєї посади .
У червні 2021 року очолив грецький « Волос», де працював до грудня цього ж року. В січні 2022 року став асистентом тренера «Базеля» Патріка Рахмена . 21 лютого 2022 року, через чотири тури, Рахмена було звільнено і Абаскаля призначили виконувачем обов'язків, за підсумками сезону 2021/2022 разом з клубом став володарем срібних медалей національного чемпіонату . Керівництво «Базеля» очікувало від тренера більшого у плані результатів та гри, тому після сезону йому запропонували посаду головного тренера в молодіжній команді, але незабаром контракт був розірваний з ініціативи Абаскаля .

### «Спартак» (Москва)

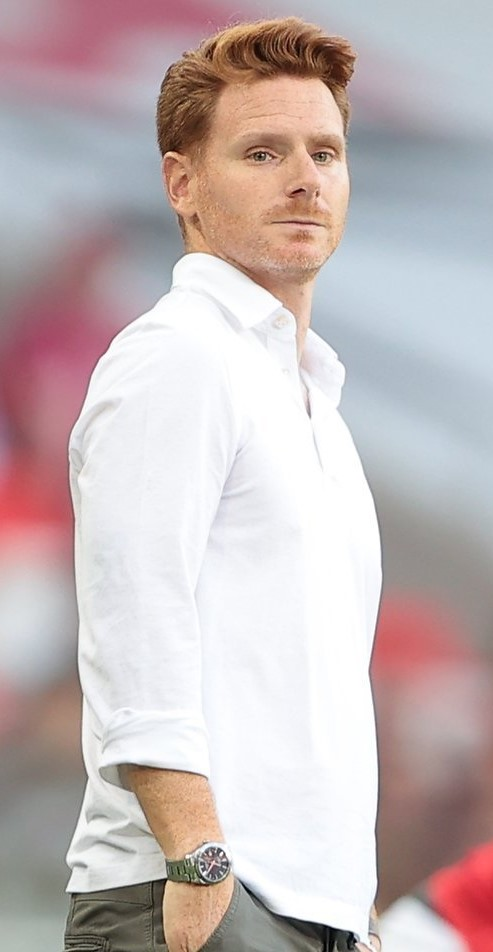
Абаскаль керує «Спартаком» у матчі проти « Оренбурга»

10 червня 2022 року 33-річний фахівець був представлений як головний тренер московського «Спартака» після відставки італійця Паоло Ванолі . Контракт Абаскаля з клубом було підписано на два роки . Іспанець став третім у списку наймолодших тренерів в історії Російської прем'єр-ліги, молодшими були лише Володимир Газзаєв та Бахва Тедеєв, також Абаскаль став наймолодшим наставником червоно-білих за російський період . Разом з ним до тренерського штабу «Спартака» увійшли: асистенти — Карлос Марія Вальє Морено та Володимир Слішкович, тренери з фізичної підготовки — Фернандо Перес Лопес та Олександр Зайченко, а також тренер воротарів Василь Кузнєцов .
23 червня 2022 року провів своє перше тренування на чолі клубу на передсезонному зборі . Перший матч на чолі «Спартака» провів 9 липня 2022 року в матчі за Суперкубок Росії проти петербурзького «Зеніту», в якому команда пропустила чотири м'ячі . Першу перемогу з клубом здобув 23 липня 2022 в матчі 2-го туру чемпіонату Росії проти « Краснодара» (4:1) . У перших трьох турах чемпіонату Росії «Спартак» під керівництвом Абаскаля забив дев'ять м'ячів, що стало найкращим результатом з сезону 1995 року, також клуб набрав сім очок — це найкращий старт клубу з сезону 2012/2013 років . 14 серпня 2022 року в матчі 5-го туру чемпіонату Росії клуб розгромив « Сочі» (3:0) і одноосібно очолив турнірну таблицю вперше з сезону 2020/2021 року, також «Спартак» першим в історії чемпіонату Росії досяг позначки в 500 перемог .
29 вересня 2022 року в матчі 3-го туру групового етапу Кубка Росії був обіграний петербурзький «Зеніт» (3:0), це стала перша перемога «Спартака» над «Зенітом» з 2017 року . «Спартак» вперше з 2006 року обіграв «Зеніт» з різницею в три м'ячі . Петербуржці перервали свою серію з 21 матчу без поразок проти московських команд, також «Зеніт» вперше за п'ять років програв у матчах проти російських команд . 30 жовтня 2022 року «Спартак» у 15-му турі чемпіонату Росії обіграв московське «Торпедо» (1:0), провівши найкраще перше коло за кількістю набраних очок (32 очки) з останнього чемпіонського сезону (2016/2017 років). Також червоно-білі провели один із найкращих перших кіл по забитих голах (37), лише 1993-го (40) та 1994-го (39) вони відправили у ворота суперників більше м'ячів . 12 листопада 2022 року команда в гостьовому матчі 17-го туру чемпіонату Росії обіграла « Локомотив» (2:1) і вперше з сезону 2011/2012 років виграла обидва матчі у московського клубу . «Спартак» продовжив свою серію без поразок до 11 матчів, за цей час червоно-білі здобули дев'ять перемог і двічі зіграли внічию . Також «Спартак» уперше з 2018 року виграв останній зимовий тур та пішов на зимову паузу на другому місці .